# فطرت مشهدی
میر معزّالدین محمّد بن فخرا موسوی (زاده ۱۰۵۰ هجری قمری در مشهد - درگذشته ۱۱۰۱ هجری قمری در دکن) معروف به فطرت مشهدی از شاعران پارسی‌گوی قرن یازدهم هجری قمری است. فطرت مشهدی که تخلص‌های موسوی، مُعِز و فطرت را برای خود برگزیده به سبک هندی شعر می‌گفته‌است.

## زندگی
فطرت مشهدی فرزند میرزا فخرا قمی و نوهٔ دختری میر محمد زمان مشهدی که از روحانیون بنام شیعهٔ مشهد به‌شمار می‌رفته، است. آزاد بلگرامی در کتاب سرو آزاد، تاریخ تولد او را سال ۱۰۵۰ هجری قمری (برابر ۱۰۱۹ هجری خورشیدی) بیان می‌کند و خود فطرت نیز در اشاره به سال تولدش از مادهٔ تاریخی افضل اهل زمانه بهره می‌گیرد که بر اساس شمار حروف ابجد همان ۱۰۵۰ است. او پس از تحصیل علوم نزد پدربزرگ خود، به دلیل اختلاف با پدر راهی اصفهان و سپس شیراز شده و پس از آن راه هند را در پیش گرفته و تا پایان عمر نیز در هندوستان ساکن بوده‌است. در هند در دربار عالمگیر اورنگ‌زیب صاحب مقام شده و به خواست او با دختر شاهنوازخان، از شاهزادگان صفوی ازدواج کرده و به این ترتیب باجناغ پادشاه شده‌است.
فطرت در دو سال پایان عمر خود از پادشاه، مقام دیوانی دکن را دریافت کرده‌است اما در اواخر عمر با رها کردن مناصب دولتی در شاه‌جهان‌آباد گوشهٔ عزلت را برگزیده است. او در سال ۱۱۰۱ هجری قمری (برابر ۱۰۶۸ هجری خورشیدی) در دکن درگذشت و در همان‌جا نیز دفن گردیده‌است.

## آثار
از او دیوانی شامل ۱۶۰۰ بیت به جای مانده که نسخه‌هایی از آنها در کتابخانهٔ مجلس شورای اسلامی ایران موجود است. همچنین هفت کتاب دیگر از او در منابع ذکر شده‌اند:
1. مثنوی بنارس، شامل ۱۰۴ بیت شعر در قالب مثنوی
2. سفینهٔ فطرت، که یک نسخهٔ خطی از آن در کتابخانهٔ مجلس موجود است.
3. گلشن فطرت، شعر
4. بیاض، که تنها نسخهٔ آن در مؤسس] ابوریحان بیرونی تاشکند موجود است.
5. منثورات فطرت، که با نام منشأت نیز شناخته می‌شود و به نثر است.
6. شعر ریخته، که به زبان اردو سروده شده‌است.
7. ردیف‌الاشعار، که مجموعه‌ای از اشعار ۲۰۰ شاعر معاصر و متقدم فطرت در آن جمع‌آوری شده‌است. از این کتاب یک نسخه در آکادمی علوم تاجیکستان موجود است.

## نمونهٔ اشعار
| از بس که تهی کرده‌ام از شوق تو قالب |  | اشکی که برون آیدم از دیده حباب است |

| کاسه گر خالی بود از کاسهٔ دریوزه به |  | شعر بی‌معنی به از معنی ز مردم بردن است |

| در فراقت داغِ دل تنها نمی‌پوشد سیاه |  | بی‌رخت رنگ قبای شعله هم خاکستریست |

| جای یک زخم دگر در همه اعضایم نیست |  | بعد از این تیغ بینداز و نمکدان بردار |

| بحر و کان را نارسا افتاد استعداد فیض |  | گوهر، آب دیده و یاقوت، خونِ دل نشد |

| نهال بی‌شعوری‌ها فراست بار می‌آرد |  | به بیداری کشد انجامِ خواب آهسته‌آهسته |

| ز شوخی‌ها نمی‌ماند به خاطر درسِ ناز او را |  | که سرمشق تبسّم می‌شود هر چین ابرویش |

| کدام آشفته‌دل باز از نگاهی کرده دلتنگت |  | که طاووس شکستی می‌پرد در گلشن رنگت |